# Ponti Zárate Brazo Largo
I Ponti Zárate Brazo Largo sono due ponti strallati stradali e ferroviari, quasi identici, che attraversano due rami del delta del fiume Paraná, il Paranà Guazù e il Paranà de las Palmas distanti fra loro circa 30 chilometri, tra le città di Zárate, provincia di Buenos Aires, e Brazo Largo, provincia di Entre Ríos in Argentina.
Il ponte sul fiume Paranà de las Palmas è stato intitolato al generale Bartolomé Mitre, mentre quello sul Paranà Guazú al generale Justo José de Urquiza. Entrambi i ponti fanno parte del sistema ferroviario General Urquiza.
A seguito di un appalto concorso internazionale vinto dal Gruppo italo-argentino Techint-Albano, su progetto dell'ingegnere italiano Fabrizio de Miranda, essi furono costruiti tra il 1972 e il 1977 e aperti al traffico il 14 dicembre 1977. Si tratta dei primi ponti strallati stradali e ferroviari di grande luce realizzati nel mondo.
I ponti hanno un impalcato sospeso di 550 m (complessivi), con una campata centrale di 330 m. I Piloni sono alti 110 m., e l'impalcato ha uno spessore di 2.6 m.
Dopo oltre 20 anni di esercizio, nel 1998 i ponti hanno subito interventi di manutenzione straordinaria comprendenti la verniciatura delle strutture metalliche, la sostituzione di alcuni cavi e delle guaine degli stralli.